# A-Division 2002
La A-Division 2002 fu la 17ª edizione del campionato bhutanese di calcio disputato tra il 28 luglio e il settembre 2002 e concluso con la vittoria del Rigzung FC, al suo primo titolo.

## Gruppo A
| Pos. | Squadra   | G | V | N | P | GF | GS | Punti |
| ---- | --------- | - | - | - | - | -- | -- | ----- |
| 1    | Rigzung   | 5 | 4 | 1 | 0 | 25 | 3  | 13    |
| 2    | Yeedzin   | 5 | 4 | 0 | 1 | 13 | 4  | 12    |
| 3    | RIHS      | 5 | 3 | 0 | 2 | 13 | 9  | 9     |
| 4    | Rookies   | 5 | 1 | 1 | 3 | 10 | 12 | 4     |
| 5    | Veteran's | 5 | 1 | 0 | 4 | 13 | 26 | 3     |
| 6    | RC Cables | 5 | 1 | 0 | 4 | 2  | 22 | 3     |

G = Partite giocate; V = Vittorie; N = Nulle/Pareggi; P = Perse; GF = Goal fatti; GS = Goal subiti; 

## Gruppo B
| Pos. | Squadra       | G | V | N | P | GF | GS | Punti |
| ---- | ------------- | - | - | - | - | -- | -- | ----- |
| 1    | Druk Utd      | 5 | 4 | 0 | 1 | 17 | 13 | 12    |
| 2    | Sharks        | 5 | 3 | 1 | 1 | 28 | 11 | 10    |
| 3    | Thrimsung     | 5 | 3 | 1 | 1 | 21 | 14 | 10    |
| 4    | Barzam        | 5 | 3 | 0 | 2 | 8  | 4  | 9     |
| 5    | Thimphu Raven | 5 | 0 | 1 | 4 | 8  | 21 | 1     |
| 6    | Wolfland      | 5 | 0 | 1 | 4 | 6  | 25 | 1     |

G = Partite giocate; V = Vittorie; N = Nulle/Pareggi; P = Perse; GF = Goal fatti; GS = Goal subiti; 

## Semifinali
- Druk Utd  0-1  Yeedzin
- Rigzung  6-2  Sharks

## Finale
- Rigzung  1-1 (pen 5-3)  Yeedzin